# Billy and His Pal
Billy and His Pal è un cortometraggio muto del 1911 diretto da William F. Haddock. Di genere western, aveva come interpreti Francis Ford ed Edith Storey.
Prodotto da Gaston Méliès, il fratello di Georges, inviato da questi negli Stati Uniti per proteggere il suo lavoro dalla pirateria degli americani, il film è una delle cinque sole pellicole sopravvissute che furono prodotte dalla Star Film.

## Trama
Billy ha come suo idolo personale Jim, un cowboy coraggioso e leale. Questi è innamorato di Madge, considerata l'angelo del ranch, una ragazza che ispira in ogni uomo che la vede l'amore. Lei non sembra insensibile alle attenzioni di Jim, cosa che provoca la gelosia di un suo ammiratore messicano che tenta di metterle le mani addosso. Battuto da Jim, l'uomo medita vendetta e progetta di uccidere il suo rivale. Il suo piano viene ascoltato da Billy che avvisa subito Madge. Lei, allora, organizza un gruppo di cowboy per andare in soccorso di Jim che è stato catturato dal messicano e dalla sua banda che ora si appresta a ucciderlo. I soccorritori giungono appena in tempo per evitare che Jim resti schiacciato da un masso che i messicani gli stanno tirando dall'alto di una parete di roccia. Catturati i furfanti, Madge libera dalle corde che lo legano l'amato Jim che se la stringe al petto. Lei, allora, gli dice che, in verità, lui dovrebbe ringraziare per la sua salvezza Billy. Quando Jim, grato, gli afferra la mano, fa di Billy il ragazzo più felice di tutto il Texas.

## Produzione
Il film fu prodotto dalla Georges Méliès (con il nome Star Film Company)

## Distribuzione
Distribuito negli Stati Uniti dalla General Film Company, il film - un cortometraggio in una bobina - uscì nelle sale cinematografiche il 16 febbraio 1911.

### Conservazione
Il film si riteneva perduto. Nel 2010, ne è stata trovata una copia in un archivio neozelandese, con il titolo cambiato in Bobby and His Pal, apparentemente perché destinato al pubblico britannico del Commonwealth.

Copia della pellicola viene conservata al New Zealand Film Archive e negli archivi del Museum of Modern Art (New Zealand Project collection).